# Diospyros grex
Diospyros grex är en tvåhjärtbladig växtart som beskrevs av Frank White. Diospyros grex ingår i släktet Diospyros och familjen Ebenaceae. Inga underarter finns listade i Catalogue of Life.